# Замок Портлік
Замок Портлік (англ. Portlick Castle) — один із замків Ірландії, розташований в графстві Західний Міт, біля селища Глассон, на відстані 6 миль від Атлона, на березі озера Лох-Рі. Замок баштового типу в норманському стилі, включає квадратну пізньосередньовічну чотириповерхову вежу з добудованими вікторіанською вежею та крилом в георгіївському стилі.

## Історія замку
Перший замок Портлік було побудовано на цих землях після англо-норманського завоювання Ірландії. У 1169 році ці землі захопив сер Генрі де Леон у супроводі принца Джона, що згодом став королем Англії Джоном Безземельним та графа Пемброка Стронгбоу. Сер Генрі де Леон отримав у володіння великі землі на території нинішнього графства Західний Міт. Прізвище феодалів Де Леон згодом перетворилося на Діллон. Ірландський (гельський) варіант цього прізвища Діолун. Феодалам Де Леон дісталися в тому числі землі Портлік, де вони збудували замок типу «Мотт-і-Бейлі» — дерев'яний замок на штучному пагорбі. Цей замок став основною резиденцією феодалів Де Леон. Пізніше на місці дерев'яного замку вони збудували кам'яний замок. Феодали Діллон жили тут до 1696 року, коли під час бурхливих подій вільямітський війн Гаррет Діллон (1640—1696) був позбавлений прав, хоча відповідно до Лімеріцького договору (який сам же Гаррет Діллон уклав від імені якобітів) права йому мали бути повернені. У Гаррета Діллона конфіскували всі замки та маєтки за те, що він підтримував скинутого короля Ангілії Якова ІІ. Замок був дарований Томасу Кейтлі — члену таємної ради короля Англії Вільгельма ІІІ Оранського. Томас Кейтлі потім продав замок Вільяму Палмеру — багатію з Дубліна.
Згодом родина Діллон отримала прощення від корони Ангілї, конфіскацію частково відмінили, але замок не повернули. Замок продали преподобному Роберту Сміту в 1703 році. Родина Сміт жила в замку до 1955 року. Родина Сміт перебудувала замок, добудувавши крило в георгієвському стилі, а в 1860 році Ральф Сміт добудував вежу в вікторіанському стилі.
З 2012 року замком володіє бізнесмен, що живе в замку Портлік протягом шести тижнів на рік. Замок можна взяти в оренду протягом інших 46 тижнів року за 1000 євро за 1 ніч. 19 акрів землі біля замку не так давно було виставлено на продаж.

## Привиди замку Портлік
У замку Портлік неодноразово спостерігали привидів, зокрема бачили привид «Леді в блакитному». Повідомляють, що ця «Леді в блакитному» періодично відвідує замок, крім того бачили, як вона розважаючись ковзала по перилах сходів. Ця ж сама «Леді в блакитному» неодноразово відвідувала замки Кілкенні, Монкстоун (графство Корк), будинок Шарон-Ректорі та музей «Воркхаус» в Деррі. Крім того в замку бачили привид чоловіка, який колись був ув'язнений в підземеллі замку.